# James Tate
James Tate (Kansas City, 8 dicembre 1943 – Amherst, 8 luglio 2015) è stato un poeta statunitense.

## Biografia
James Tate nacque a Kansas City, dove crebbe con la madre e i nonni dopo l'uccisione del padre, pilota durante la seconda guerra mondiale. 
Studiò alla Pittsburg State University, laureandosi nel 1965; successivamente ottenne la laurea magistrale all'Università dell'Iowa. Insegnò scrittura creativa a Berkeley, all'Università Columbia e all'University of Massachusetts Amherst, dove lavorò dal 1971 al 2015.
Tra il 1967 e il 2015 pubblicò oltre una dozzina di raccolte poetiche, vincendo il premio Pulitzer per la poesia nel 1991 per Selected Poems e il National Book Award nel 1994 per Worshipful Company of Fletchers: Poems.